# Patricia Gualinga

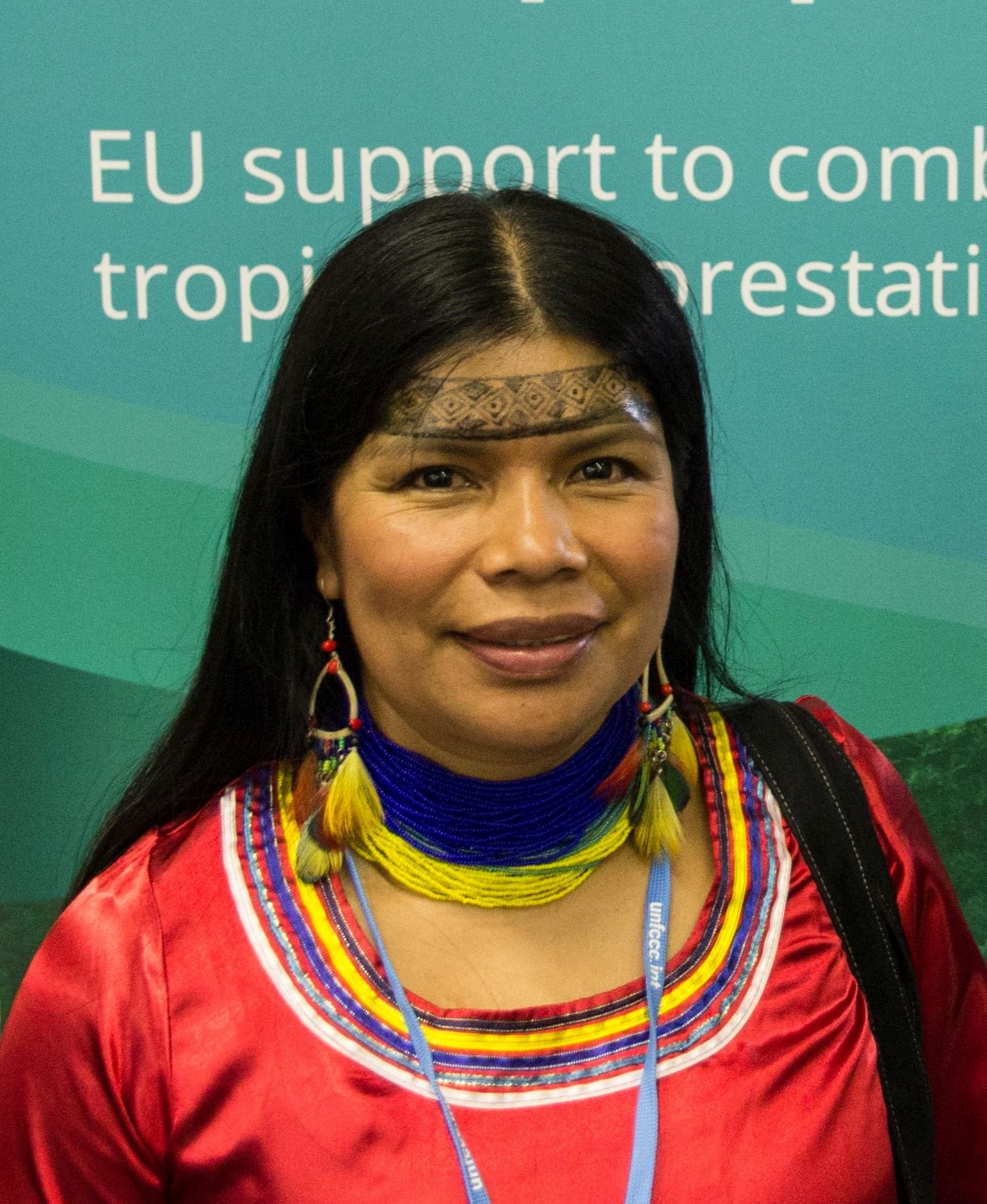
Patricia Gualinga

Patricia Gualinga Montalvo (* vor 1995) ist eine Aktivistin für Frauenrechte und Indigenenrechte in der Kichwa-Siedlung Sarayacu, einer indigenen Gemeinschaft im ecuadorianischen Amazonas-Regenwald.

## Aktivismus
Patricia Gualinga engagiert sich seit Jahren als Indigenenaktivistin. Sie ist die Verantwortliche für internationale Beziehungen des Pueblo Kichwa de Sarayaku (Kichwa-Volk von Sarayaku) und koordiniert dort eine Reihe von Umweltprojekten.
Sie leitete sechs Jahre lang die Frauengruppe des Pueblo Kichwa de Sarayaku. Sie organisierte Workshops für bürgerschaftliches Engagement, Medienarbeit und Rhetorik und Kinderbetreuung für die Frauen, die an den Workshops teilnahmen.

### Inter-American Court of Human Rights
Im Jahr 2012 war Gualinga eine der Vertreterinnen ihres Volkes vor dem Interamerikanischen Gerichtshof für Menschenrechte (IACtHR). Die ecuadorianische Regierung hatte der argentinischen Ölgesellschaft Compañía General de Combustibles (CGC), auch bekannt als Argentinean General Fuel Company, die Suche nach Öl auf dem Gebiet der Sarayaku genehmigt, wogegen sich die Gemeinschaft mit Protesten und einer schließlich erfolgreichen Klage zur Wehr setzte. Die ecuadorianische Regierung wurde der Menschenrechtsverletzungen für schuldig befunden, da sie die Probebohrungen ohne vorherige Konsultation der Gemeinde genehmigt und die Militarisierung des Sarayaku-Landes befördert habe. Die Aneignung von Gemeindeland für die Rohstoffgewinnung ohne „freie, vorherige und auf Kenntnis der Sachlage gegründete Zustimmung“ wurde für illegal befunden. Sie setzt ihren Kampf gegen Menschenrechtsverletzungen fort, die durch ähnliche Ölförderprojekte chinesischer Unternehmen verursacht werden.
2018 nahm Gualinga am UN-Klimagipfel COP23 in Bonn teil, wo sie die Gelegenheit hatte, für die Interessen amazonischer Gemeinschaften zu werben.
Sie ist Sprecherin der Kampagne Kawsak Sacha (Lebendiger Wald), der die rechtlichen Unterschutzstellung des ecuadorianischen Amazonasgebietes fordert.

## Bedrohungen
Gualinga wurde wie viele andere indigene Menschenrechtsverteidiger auch mehrfach bedroht, schikaniert und war Angriffen ausgesetzt. Als Reaktion auf diese Situation forderte das Kollektiv Mujeres Amazónicas (Amazonas-Frauen) ein konsequentes Vorantreiben der polizeilichen  Ermittlungen und unterstrich dies 2020 mit der Überreichung von über 250.000 Unterschriften an den ecuadorianischen Generalstaatsanwalt. Ecuador hatte im Februar 2020 das Abkommen von Escazú ratifiziert, das die Verpflichtung zum Schutz von Umwelt- und Landverteidigern durch die lateinamerikanischen Nationen beinhaltet, die die weltweit höchsten Raten für gewaltsame Todesfällen solcher Aktivisten aufweisen, 116 Umweltschützer wurden 2017 in der Sarayaku-Region getötet, so ein Bericht von Global Witness.

## Privates
Auch Patricias Nichten Nina und Helena Gualinga sind Umweltschutz- und Indigenenaktivistinnen. Ihre Mutter Cristina Gualinga, die den Landraub bekämpfte, hatte die aktivistische Familientradition begründet. Ihre Schwester Noemí Gualinga ist Gemeindevorsteherin, während ihr Bruder Eriberto Gualinga, ein weltweit tätiger Dokumentarfilmer, auch den Sarayaku-Widerstand zum Thema seiner Arbeit machte.
Gualinga lebt zurzeit in Puyo in der ostecuadorianischen Provinz Pastaza.

## Auszeichnungen
- 2023 Deutsch-Französischer Preis für Menschenrechte und Rechtsstaatlichkeit[17]
- 2022 Olof-Palme-Preis
- 2022 Hans-Carl-von-Carlowitz-Nachhaltigkeitspreis